# 福田雅之助
福田 雅之助（ふくだ まさのすけ, 1897年5月4日 - 1974年12月21日）は、東京府豊多摩郡戸塚村（現在の東京都新宿区西早稲田）出身の男子テニス選手である。全日本テニス選手権の第1回大会男子シングルス優勝者。

## 人物

### 生い立ちとアマチュア時代
早稲田大学では1902年9月に運動場が改築され、その一部が福田家の所有する土地であったことから、雅之助はごく幼い頃から運動場でのスポーツ観戦を楽しんでいた。彼は戸塚睦合小学校（現在の戸塚第一小学校）時代は野球部員であったが、早稲田中学に入学した1910年に13歳でテニスを始めた。福田が16歳の時、1913年（大正2年）に慶應義塾大学庭球部が「硬式テニス（ローンテニス）への転向」を表明したが、早稲田大学庭球部は当初は硬式テニスに乗り気ではなく、三神八四郎（1887年 - 1919年）の説得に応じなかった。ようやく三神の死後、1920年に早大庭球部は硬式テニスの採用に踏み切る。福田も早稲田大学商学部を卒業後、24歳を迎える1921年から硬式テニスの選手となり、硬球のトーナメントに参加し始めた。

### 日本庭球協会発足後
1922年3月に「日本庭球協会」が発足し、6月に「東京ローンテニス倶楽部」で第1回「全日本庭球選手権大会」が行われた。福田は4回戦で慶應義塾大学の原田武一を 6-3, 7-5, 2-6, 4-6, 6-1 で破った後、続く2試合に勝ち、こうして第1回全日本庭球選手権大会の男子シングルス優勝者になった。当時の優勝カップは「紐育杯」（ニューヨーク・カップ）と呼ばれ、ニューヨークの「日本倶楽部」から日本庭球協会に贈られたものであった。硬式テニス選手の先駆者であった熊谷一弥と清水善造の世界的な活躍により、当時の日本テニス界は最初の盛り上がりを見せ始めていた。
第1回全日本選手権の男子シングルスで優勝した翌年、1923年に福田は初めて男子テニス国別対抗戦・デビスカップの日本代表選手に選ばれた。日本は2年前の1921年にデ杯初参加でいきなり「ワールドグループ・チャレンジラウンド」決勝に進んだが、1922年は熊谷・清水の両選手ともデ杯に出場できず、初戦を棄権していた。1923年のデ杯で、福田は清水善造・柏尾誠一郎とともに日本代表選手として活躍する。「アメリカン・ゾーン」1回戦ではカナダに5戦全勝したが、決勝ではオーストラリアに1勝4敗で敗れ、福田はシングルス戦でジェームズ・アンダーソン（1895年 - 1973年）とジョン・ホークス（1899年 - 1990年）の両選手に敗れた。同じ1923年には全米選手権にも初参加したが、その期間中の9月1日に関東大震災の知らせが届き、清水・柏尾・福田の3名は全米選手権を棄権して、義援金募集のためのエキシビション・マッチを行った。福田が自分のグリップ（ラケットの握り方）を「ウエスタングリップ」から「イースタングリップ」に変える決心をしたのは、その頃のことであった。
1924年に日本庭球協会はフランス・パリに本部を置く「国際ローンテニス連盟」にも正式加入を認められ、福田はヨーロッパにも初遠征を果たす。初参加のウィンブルドン選手権では、3回戦でインドのシドニー・ヤコブに 0-6, 2-6, 4-6 で敗れた。ウィンブルドン選手権は、これが唯一の参加となる。その後、福田はパリ五輪にも日本代表選手として参加したが、4回戦でフランス代表のアンリ・コシェに 2-6, 1-6, 3-6 で敗れ、ダブルスでも2回戦敗退に終わった。2度目の全米選手権では、福田は3回戦で敗退した。1925年のデビスカップと全米選手権に最後の参加をした後、福田は日本に帰国する。最後の海外試合は、全米選手権の1回戦であった。福田はハワード・キンゼイ（アメリカ）と1回戦で対戦し、この強豪選手から第1セットを奪ったが、結局 6-4, 2-6, 0-6, 4-6 で敗退した。
海外遠征の期間中、福田は現地レポートを「東京日日新聞」（現在の毎日新聞）に送り続け、その記事は彼の愛称をとって「マアちゃん通信」という名前で連載された。こうして、福田はスポーツ記者としても名声を獲得し、同時に福田自身や彼と同時代のテニスについて数多くの貴重な資料が残された。
1926年10月25日、福田雅之助は当時の優れた女子テニス選手であった田村富美子と結婚した。その後はテニス・トーナメントの運営や、スポーツ記者などの著述活動に携わった。「庭球する心」を記した有名な「庭球訓」は、1941年に早稲田大学の庭球部員の1人に贈られたものである。1959年、福田はデビスカップで日本チームの監督を務めた。1968年に勲四等瑞宝章を受章。彼は最晩年までテニス関連の著述活動を続けたが、1974年12月21日に心臓喘息のため77歳で急逝した。

## エピソード
- 彼は日本に初めて「イースタングリップ」を紹介した選手としてよく知られる。
- 「この一球は絶対無二の一球なり」など、現在に至るまで語り継がれてきたテニスの名言も数多く残した。

## 親族
- 妻・田村富美子(1906-1988年[1]) - 日本で初めて国際試合に出場した女性テニス選手の一人[2]。東京女子高等師範学校附属高等女学校(通称・お茶の水高女）の軟式テニス選手だった1923年に大阪市立運動場で開催された第6回極東選手権競技大会（中国、フィリピン、日本参加）に梶川久子とペアで出場し優勝、ブロマイドが売られるほどの人気者となり、スザンヌ・ランランの写真を参考にして2人でデザインしたテニスウエアは「田村・梶川式ユニフォーム」として三越で販売された[2]。また、短距離走（50m，100 m）の日本記録保持者でもあった[3]。大会出場前にコーチとして付き合いのあった福田雅之助と1926年に結婚した[3]。
- 孫・福田達郎 - 財団法人日本テニス協会テニスミュージアム委員会委員[3]